# ناثان اكيلستون
ناثان جيفري اكيلستون (بالإنجليزية: Nathan Eccleston)‏ (30 ديسمبر 1990 مانشستر إنجلترا - ) هو لاعب كرة قدم إنجليزي، يلعب ك‍مهاجم.

## وصلات خارجية
ناثان اكيلستون على موقع الاتحاد الأوربي (الإنجليزية)
- ناثان اكيلستون على موقع إي إس بي إن إف سي (الإنجليزية)
- ناثان اكيلستون على موقع قاعدة بيانات كرة القدم.إي يو (الإنجليزية)
- ناثان اكيلستون على موقع Soccerbase.com (لاعب) (الإنجليزية)
- ناثان اكيلستون على موقع Soccerway.com (الإنجليزية)
- ناثان اكيلستون على موقع عالم كرة القدم.نت (الإنجليزية)